# Air Force Maui Optical and Supercomputing observatory
Das Air Force Maui Optical and Supercomputing (AMOS) observatory ist eine auf Maui gelegene Einrichtung des Air Force Research Laboratory (AFRL) mit zweifachem Auftrag. Zum einen führt es die Forschungs- und Entwicklungstätigkeiten im Rahmen des Maui Space Surveillance System (MSSS) am Maui Space Surveillance Complex (MSSC) durch, zum anderen überwacht es die Einrichtungen des Maui High Performance Computing Centers (MHPCC). Die Aktivitäten des AFRL auf Maui wurden offiziell als AMOS bezeichnet; der Begriff hat sich über 30 Jahre hinweg in der technischen Begriffswelt verbreitet und wird immer noch auf technischen Konferenzen benutzt.

## Maui High Performance Computing Center (MHPCC)
Das Maui High Performance Computing Center (MHPCC) ist ein Forschungszentrum der United States Air Force, das derzeit von der Universität von Hawaii verwaltet wird. Es ist im Maui Research and Technology Park in Kihei angesiedelt. Das MHPCC ist eine Institution im Bereich Forschung und Entwicklung des US-Verteidigungsministeriums und betreibt zahlreiche Computercluster, darunter einen Dell-PowerEdge-Cluster mit 2304 Prozessoren und 9210 Rechenkernen namens „Mana“, der im November 2009 Platz 59 in der Liste der leistungsstärksten Computersysteme weltweit einnahm.

## Maui Space Surveillance Complex (MSSC)

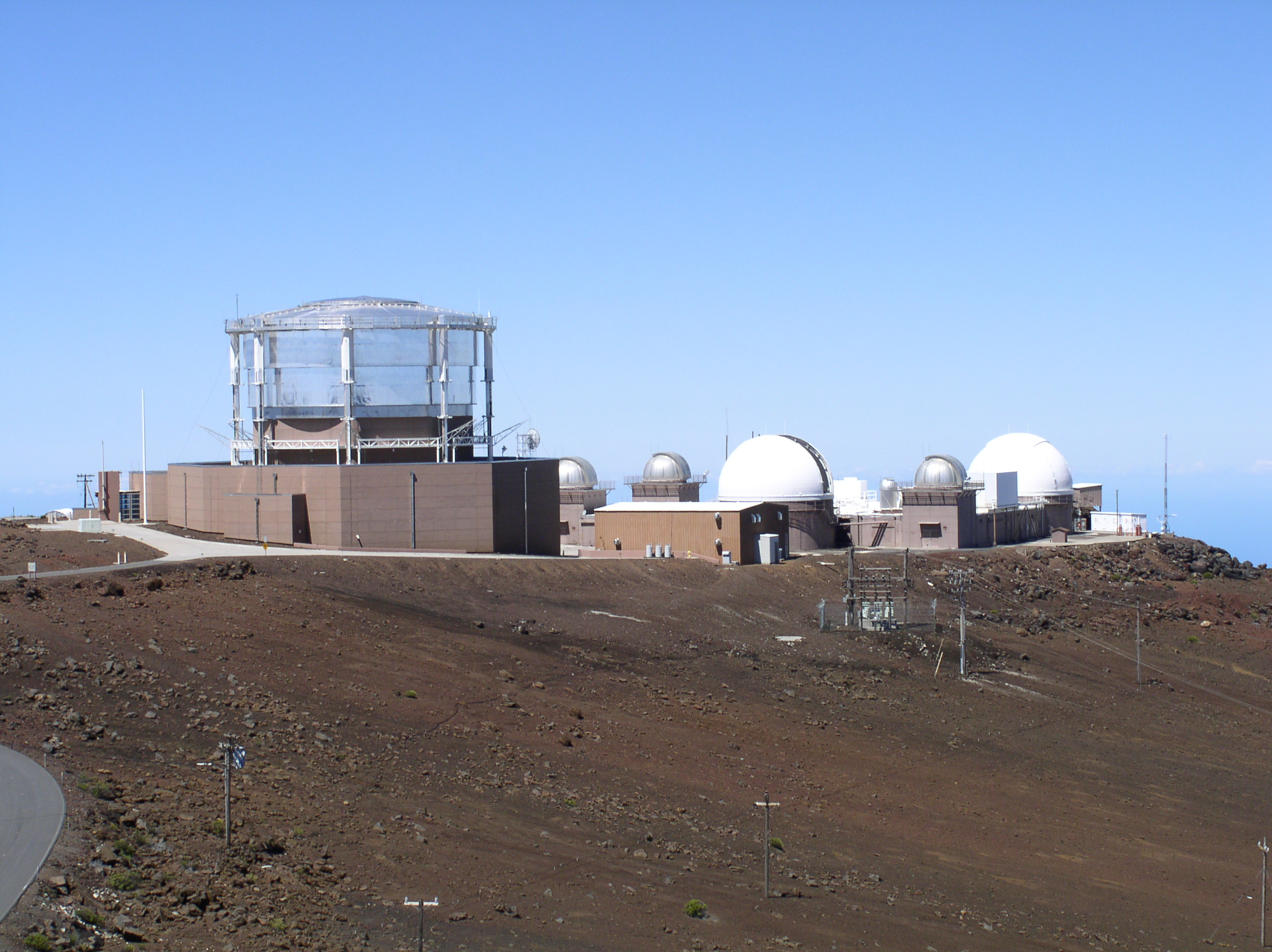
Teleskope auf dem Haleakalā. Das vordere, linke Gebäude beherbergt das AEOS Teleskop

Die Teleskope des MSSC auf dem Haleakalā (IAU-Code 608) überwachen für NORAD und das Air Force Space Command unter anderem Satelliten, Weltraummüll und Erdnahe Objekte. Das größte Instrument ist das 3,67 m Advanced Electro Optical System Telescope (AEOS), das über eine Adaptive Optik verfügt und dessen „first light“ 1997 stattfand.

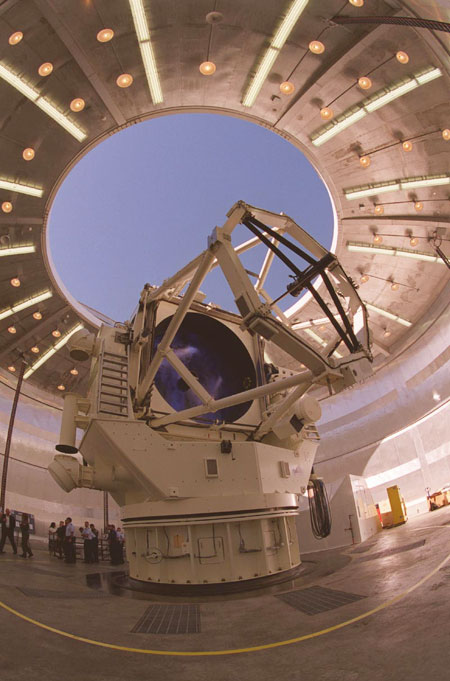
Das AEOS 3,67 m Spiegelteleskop
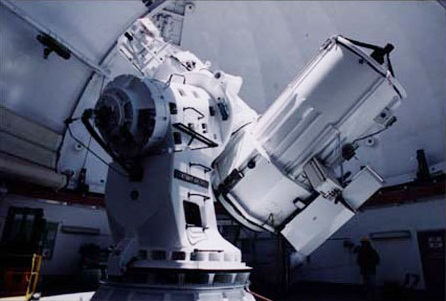
Ein 1,6 m Teleskop
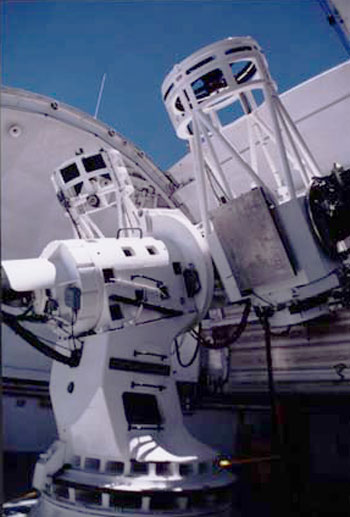
Das 1,2 m Doppelteleskop